# Harbor Bluffs (Floride)
Harbor Bluffs est une census-designated place du comté de Pinellas, dans l'État de Floride, aux États-Unis,. En 2020, elle compte une population de 2 646 habitants.